# Rendiment (finances)
El guany o rendiment és, de manera general, el retorn que genera una inversió, per exemple rendiment (termodinàmica), rendiment químic, etc. Quan s'aplica als mercats financers, el concepte de yield -rendiment- és totalment sinònim de rate of return -rendibilitat-. En aquest context de referència doncs, yield es pot traduir al català amb les paraules «rendiment» i «rendibilitat», doncs són, en aquest context, exactament el mateix. D'aquest concepte, el yield com a sinònim de rate of return, que es pot traduir tant per «rendiment» com per «rendibilitat», se'n deriven en els conceptes dividend yield, earnings yield, current yield, yield curve, nominal yield, yield to maturity, yield spread, high-yield debt, etc.
El mot rendiment és la traducció del mot financer anglès yield (de l'anglès medieval yielden, yelden: pagar; de l'anglès antic: gieldan, ġieldan: pagar; del protogermànic geldanan: pagar). Cognat amb l'holandès gelden: tenir valor, i amb l'alemany gelten: tenir valor). En mot anglès yield s'empra de manera molt vaga per a referir-se a un ampli espectre de conceptes, de manera que la seva traducció al català no sempre és única i segons el concepte al qual fa referència la traducció de la mateixa paraula anglesa pot variar.
En sentit invers de traducció, cal tenir present que la paraula «rendibilitat» es podria traduir a l'anglès com rentability -paraula que no té cap ús, ni significat en el món financer anglès-, o per profitability -paraula amb poc ús en el món financer anglès i amb un significat més proper al de benefici-. Per tant, quan en un context financer s'ha de traduir a l'anglès el concepte de «rendibilitat» o «rendiment», s'aconsella emprar les formes «rate of return on an investment» o «yield».
Conceptes similars o sinònims de rendiment són, segons el context:
- Taxa (matemàtica): (en anglès: rate)
- Taxa d'interès (en anglès: interest rate o yield)
- retorn (en anglès: return)
- rendiment, o rendibilitat, o taxa/tipus de retorn (en anglès: rate of return o yield)

{\displaystyle {\mbox{Tipus/Taxa de retorn=Rendiment=Rendibilitat}}={\frac {\mbox{Retorn (en 1 any)}}{\mbox{Inversió}}}={\frac {\mbox{1.000 euros}}{\mbox{10.000 euros}}}{\mbox{=0,10 }}=10\%}

## Pleonasmes en traduccions
En traduccions a llengües llatines d'obres financeres escrites en anglès a vegades apareixen pleonasmes, o sigui, redundància en els conceptes traduïts; d'aquesta manera hom pot trobar-se l'expressió «taxa de rendibilitat» degut a una mala traducció de rate of return, de manera que en la traducció hi ha una redundància de conceptes doncs la rendibilitat és, per si mateixa, una taxa, és a dir, el «rate of return» és la rendibilitat, i si es vol una traducció més literal es pot emprar la construcció «taxa de retorn», però no «taxa de rendibilitat». Pel lector català, és un cas semblant al de Vall d'Aran, doncs «Aran» és un mot d'origen basc que significa "vall", de manera que la Vall d'Aran és «Vall de la Vall».